# جشنة مخططة
جشنة مخططة (الاسم العلمي: Anthus lineiventris) (بالإنجليزية: Striped Pipit)‏ هو طائر صغير من الجواثم ينتمي لفصيلة التمرة وأم عجلان.